# غلاف زیربغلی
غلاف زیربغلی  غلافی رشته‌ای است که سرخرگ زیربغلی و سه طناب شبکه بازویی را در بر می‌گیرد تا بسته عصبی‌عروقی را تشکیل دهد. این غلاف توسط چربی زیر بغل احاطه شده‌است. این غلاف امتداد نیام (فاسیای) پیش‌مهره‌ای نیام گردنی عمقی است.
بلوک عصبی شبکه بازویی را می‌توان با تزریق ماده بی‌حس کننده در این ناحیه به دست آورد.